# Yagua (Yapacana)
Pour les articles homonymes, voir Yagua.
Yagua est une localité de la paroisse civile d'Yapacana dans la municipalité d'Atabapo dans l'État d'Amazonas au Venezuela au confluent de l'Orénoque et du río Yagua.